# جورجيا جيبس
جورجيا جيبس (بالإنجليزية: Georgia Gibbs)‏ هي مغنية أمريكية، ولدت في 17 أغسطس 1919 في ورسستر في الولايات المتحدة، وتوفيت في 9 ديسمبر 2006 في نيويورك في الولايات المتحدة بسبب ابيضاض الدم.

## وصلات خارجية
- جورجيا جيبس على موقع IMDb (الإنجليزية)
- جورجيا جيبس على موقع روتن توميتوز (الإنجليزية)
- جورجيا جيبس على موقع ميوزك برينز (الإنجليزية)
- جورجيا جيبس على موقع أول موفي (الإنجليزية)
- جورجيا جيبس على موقع أول ميوزيك (الإنجليزية)
- جورجيا جيبس على موقع ديسكوغز (الإنجليزية)
- جورجيا جيبس على موقع قاعدة بيانات الفيلم (الإنجليزية)
- جورجيا جيبس على موقع كينوبويسك (الروسية)